# La bohème (Leoncavallo)
La bohème és una òpera en quatre actes de Ruggero Leoncavallo, amb llibret del mateix autor basat en la novel·la d'Henri de Murger. S'estrenà al Teatro la Fenice de Venècia el 6 de maig de 1897. A Catalunya es va estrenar al Liceu de Barcelona l'1 de desembre de 1966.
Estrenada un any després de La bohème de Puccini, fou ofegada per aquesta i esborrada de les cartelleres operístiques fins al 1958 que va ser resposta a Nàpols amb motiu de commemorar-se el centenari del naixement del compositor napolità, i el 1963 a San Remo.
Leoncavallo va dedicar la seva vida a escriure per al teatre després d'obtenir un èxit inicial, un triomf absolut i durador que encara no s'ha extingit: el de Pagliacci. A partir d'aquests Pallassos, no va obtenir res més que fracassos més o menys rotunds i si La Bohème va tenir una arrencada prometedora a La Fenice, aviat es va veure que era promogut artificialment pels contraris a Puccini. En algunes notes biogràfiques de Leoncavallo, fins i tot deixa de citar-se el títol de La Bohème quan es relacionen les òperes de Leoncavallo, que en va estrenar una quinzena sense que cap arribés a eclipsar en el més mínim a Pagliacci.
Sense poder prescindir d'aquests prejudicis, a la partitura hi trobem l'expressió d'una personalitat, bastant trivial certament, però ben perfilada. En tota ella s'acusa l'estil del compositor i n'hi hauria prou haver sentit el pròleg de Pagliacci per trobar constants al·lusions a aquest estil al llarg de La Bohème, el lirisme i verisme és molt menys puccinià del que seria lògic suposar, ateses les coincidències exactes d'època, tema i tendència entre les dues òperes. A la de Leoncavallo es pinta amb tintes més precises que a la de Puccini l'ambient suggerit per Murger en les seves Scènes de la vie de la bohème, sobretot en els dos primers actes que no són res més que això: dues estampes ambientals en les quals els personatges concrets no tenen més que un relleu episòdic. En canvi, el tercer acte, el que transcorre a l'estudi de Marcello, està concebut amb un clar i savi sentit dramàtic, centrant curiosament el problema argumental en les figures (secundàries en la versió de Puccini) de Musetta i Marcello. Al costat de la infidelitat d'una Musetta passional i vigorosa, cantada per una veu de mezzosoprano, l'estampa de Mimi queda totalment esvaïda, fins i tot al final, sense que l'escena de la mort aconsegueixi centrar-hi la intensitat de la situació.